# マニック・ネヴァーナ
『マニック・ネヴァーナ』（Manic Nirvana）は、イギリスのロック・ボーカリスト、ロバート・プラントが1990年に発表したソロ名義では5作目のスタジオ・アルバム。

## 背景
当時のバンド・メンバー全員が曲作りに貢献した。「タイ・ダイ・オン・ザ・ハイウェイ」はクリス・ブラックウェルが自分のスタジオで作った曲で、プラントが歌詞とメロディを追加して完成に至った。他のオリジナル曲は、ウェールズのモンマスにあるプラント所有の家屋で作られた。「ユア・マ・セッド・ユー・クライド・イン・ユア・スリープ・ラスト・ナイト」は、ケニー・ディーノが1961年にヒットさせた曲のカヴァー。

## 反響・評価
全英アルバムチャートでは9週チャート圏内に入り、最高15位を記録。アメリカのBillboard 200では13位に達し、1990年5月にはRIAAによってゴールドディスクに認定された。
本作からシングル・カットされた「ハーティング・カインド」は、全英シングルチャートで45位、Billboard Hot 100で46位を記録した。
Stephen Thomas Erlewineはオールミュージックにおいて5点満点中3点を付け「基本的には、ザクザクとしたハードロックの路線を復活させた『ナウ・アンド・ゼン』の延長線上にある。とはいえ、『マニック・ネヴァーナ』は前作よりも少々遠慮深い作風となり、レッド・ツェッペリンの重厚な華麗さよりも、痩せた感じでリフが突き進むロックが中心となっている」と評している。

## 2007年リマスターCD
2007年にライノ・エンタテインメントから発売されたリマスターCDには、3曲のボーナス・トラックが追加された。これら3曲は元々、CDシングル「ハーティング・カインド」（1990年）のカップリング曲として発表された曲である。

## 収録曲
特記なき楽曲はロバート・プラント、フィル・ジョンストン、ダグ・ボイル、チャーリー・ジョーンズ、クリス・ブラックウェルの共作。
1. ハーティング・カインド - "Hurting Kind (I've Got My Eyes on You)" – 4:11
2. ビッグ・ラヴ - "Big Love" (Robert Plant, Phil Johnstone, Chris Blackwell) – 4:35
3. エスエスエス・アンド・キュー - "S S S & Q" – 4:38
4. アイ・クライド - "I Cried" (R. Plant, P. Johnstone) – 4:54
5. シー・セッド - "She Said" – 5:13
6. ネヴァーナ - "Nirvana" (R. Plant, Charlie Jones, Doug Boyle) – 4:30
7. タイ・ダイ・オン・ザ・ハイウェイ - "Tie Dye on the Highway" (R. Plant, C. Blackwell) – 5:16
8. ユア・マ・セッド・ユー・クライド・イン・ユア・スリープ・ラスト・ナイト - "Your Ma Said You Cried in Your Sleep Last Night" (Mel Glazer, Stephen Schlaks) – 4:17
9. アニヴァーサリー - "Anniversary" (R. Plant, P. Johnstone) – 5:02
10. ライヤーズ・ダンス - "Liars Dance" (R. Plant, D. Boyle) – 2:34
11. ウォッチング・ユー - "Watching You" (R. Plant, P. Johnstone, C. Blackwell) – 4:26

### リマスターCDボーナス・トラック
1. ウンパ（ウォータリー・ビント） - "Oompa (Watery Bint)" – 5:47
2. ワン・ラヴ - "One Love" – 3:14
3. ドント・ルック・バック - "Don't Look Back" (Billy Vera) – 3:01

## 参加ミュージシャン
- ロバート・プラント - ボーカル
- ダグ・ボイル - ギター
- フィル・ジョンストン - キーボード、ギター
- チャーリー・ジョーンズ - ベース
- クリス・ブラックウェル - ドラムス、パーカッション

アディショナル・ミュージシャン
- レイラ・コーエン - バッキング・ボーカル
- キャロライン・ハーディング - バッキング・ボーカル
- ミッキー・グルーム - バッキング・ボーカル(#2)
- ロブ・ストライド - バッキング・ボーカル(#2)
- ジェリー・ウェイン - ヴォイス
- Siddi Makain Mushkin - ヴォイス(#11)